# طاقم الاتصال الصوتي جاك
طاقم الاتصال الصوتي جاك (بالإنجليزية: JACK Audio Connection Kit)‏ ,إختصاراً جاك (JACK), يعتبر خادم عفاريت  احترافي للتشغيل في الوقت الحقيقي، بكمون منخفض لكل بيانات الاتصالات الصوتية بين البرامج . جاك تم تطويره من طرف مجتمع المصادر المفتوحة , بواسطة المطور بول دافيس Paul Davis (فائز بالجائزة الاسبوعية للمصادر المفتوحة في سنة 2004 ).يعتبر الطاقم قطعة رئيسية من البنية التحتية ومعيار فعلي للبرمجيات السمعية والاحترافية على لينكس منذ إنشائها في عام 2002.
الخادم من البرمجيات الحرة، ومرخص تحت رخصة جنو العمومية، في حين تم ترخيص المكتبة تحت GNU LGPL ليكون أكثر تساهلا في البرامج التجارية .

## تطبيقات
جاك يستعمل ALSA، PortAudio, CoreAudio, FFADO و OSS كخلفية للعتاد.بالإضافة إلى ذلك، هو سائق وهمي (مفيدة في محاكات إخراج الصوت، على سبيل المثال في البرمجة)، يحتوي كذلك على سائق لنقل الصوت عبر بروتوكول UDP . يشتغل على Linux, OS X, Solaris, Windows, iOS, FreeBSD, OpenBSD and NetBSD . يتم توحيد واجهة برمجة التطبيقات (API) الخاصة بجاك بتوافق بين آراء المطورين، ويتفرع الطاقم إلى واجهتين . جاك jack 1، يتميز بواجهة سهلة ومتوافقة مع C وكانت في وضع صيانة لفترة من الوقت، اما jack2 أو jackdmp ، اعاد كتابته بلغة سي++ بقيادة ستيفان ليتز Stéphane Letz ، و هو قيد التطوير، واستحدث ليكون قابلة للتشغيل في العديد من المعالجات ولدعم أنظمة التشغيل الأخرى غير لينكس.